# ردکلیف، کوئینزلند

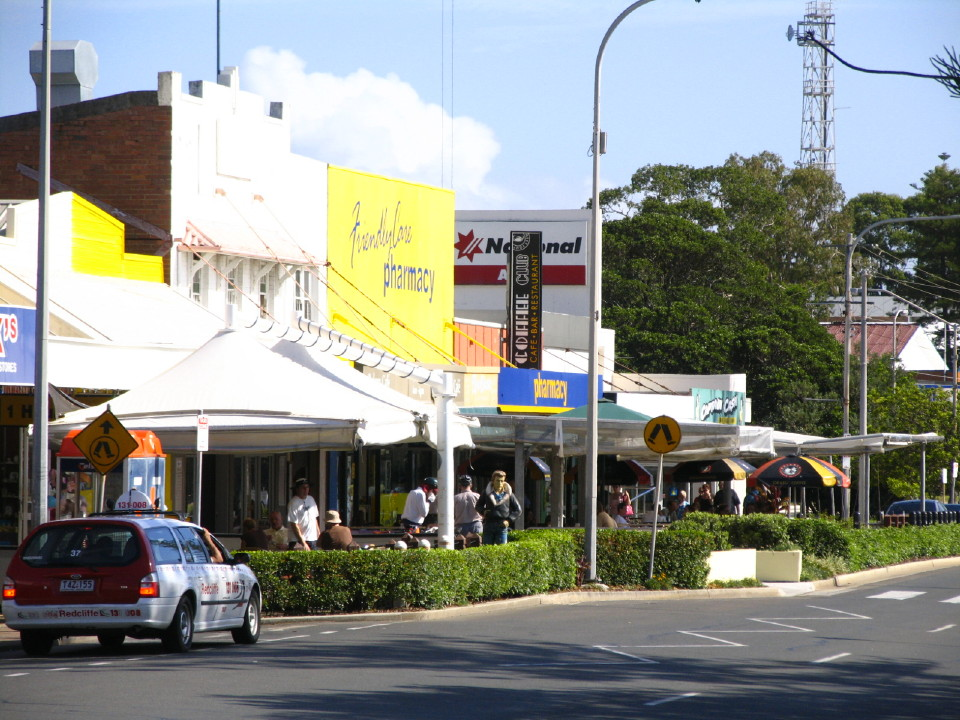
منطقه مرکزی تجاری، ردکلیف، کوئینزلند

ردکلیف، کوئینزلند (به انگلیسی: Redcliffe, Queensland) منطقه ای از کلانشهر بریزبن مرکز ایالت کوئینزلند استرالیاست. ردکلیف در 28 کیلومتری شمال شرقی مرکز شهر بریزبن قرار گرفته و شهری ساحلی است. جمعیت آن 9200 نفر است.